# Scotia, South Carolina
Scotia är en ort i Hampton County, South Carolina, USA.